# Sex&Drugs&Rock&Roll
Sex&Drugs&Rock&Roll – amerykański serial telewizyjny (komedia) wyprodukowany Fox 21 Television Studios, FX Productions oraz Apostle. Pomysłodawcami serialu jest Denis Leary. Sex&Drugs&Rock&Roll był emitowany od 16 lipca 2015 roku do 1 września 2016 roku przez FX.

24 września 2015 roku stacja FX zamówiła 2 serie.

10 września 2016  roku stacja FX ogłosiła zakończenie produkcji serialu po dwóch sezonach.

## Fabuła
Serial opowiada o rockmenie, Johnny Rock w średnim wieku, który stracił wszystko przez narkotyki, alkohol i uprawianie seksu z żoną przyjaciela. Teraz po 25 latach chce wrócić na scenę muzyczną.

## Obsada
- Denis Leary jako Johnny Rock[4]
- John Corbett jako Flash[5]
- Elizabeth Gillies jako Gigi[6]
- Bobby Kelly jako Bam Bam[6]
- Elaine Hendrix jako Ava[7]
- John Ales jako Rehab

## Odcinki
| Sezon | Sezon | Odcinki | Oryginalna emisja | Oryginalna emisja | Oryginalna emisja | Oryginalna emisja | Oryginalna emisja |
| Sezon | Sezon | Odcinki | Premiera sezonu   | Finał sezonu      | Premiera sezonu   | Finał sezonu      |                   |
| ----- | ----- | ------- | ----------------- | ----------------- | ----------------- | ----------------- | ----------------- |
|       | 1     | 10      | 16 lipca 2015     | 17 września 2016  | brak danych       | brak danych       |                   |
|       | 2     | 10      | 30 czerwca 2016   | 1 września 2016   | brak danych       | brak danych       |                   |

## Produkcja
30 czerwca 2014 roku, FX zamówiła 10-odcinkowy sezon Sex&Drugs&Rock&Roll.